# 란다우-라마누잔 상수
란다우-라마누잔 상수(Landau-Ramanujan Constant)는 1908년 에드문트 란다우가 증명한 정리에서 등장하는 양의 실수 {\displaystyle b}이다. 란다우는 어떤 양의 실수 {\displaystyle b}에 대해, 충분히 큰 {\displaystyle x}에 대해, {\displaystyle x} 이하의 양의 정수 중 두 제곱수의 합으로 나타내어지는 것의 개수는 점근적으로 {\displaystyle {\frac {bx}{\sqrt {\ln x}}}}임을 증명하였다. 정리에서 등장하는 상수 {\displaystyle b}가 란다우-라마누잔 상수이다.
자연수의 제곱합의 함수 {\displaystyle r_{2}(n)}와의 관계 {\displaystyle (OEISA001481)}
{\displaystyle 1=0^{2}+1^{2}}
{\displaystyle 2=1^{2}+1^{2}}
{\displaystyle 4=0^{2}+2^{2}}
{\displaystyle 5=1^{2}+2^{2}}
{\displaystyle 8=2^{2}+2^{2}}
{\displaystyle S(n)=\sum _{1\to n}r_{2}(n),r_{2}(n)>0}
{\displaystyle S(n)} 은 {\displaystyle r_{2}(n)}의 누적 개수이다.
{\displaystyle S(1)=1=\overbrace {r_{2}(1)} ^{1}}
{\displaystyle S(2)=2=\overbrace {r_{2}(1),r_{2}(2)} ^{2}}
{\displaystyle S(4)=3=\overbrace {r_{2}(1),r_{2}(2),r_{2}(4)} ^{3}}
{\displaystyle S(5)=4=r_{2}(1),r_{2}(2),r_{2}(4),r_{2}(5)}
{\displaystyle S(8)=5=r_{2}(1),r_{2}(2),r_{2}(4),r_{2}(5),r_{2}(8)}
{\displaystyle K=\lim _{x\to \infty }S(x)\left({{\sqrt {\ln x}} \over {x}}\right)\quad }란다우(1908)
{\displaystyle S(x)=K\int _{A}^{x}\left({{dt} \over {\sqrt {\ln t}}}\right)+\theta (x)\quad }라마누잔, 하디(Hardy 1940)
{\displaystyle K=0.7642236535....(OEISA064533)}

## 란다우-라마누잔 상수의 다른 형태

### 두 제곱수의 합
두 제곱수의 합으로 나타내어지는 정수는 그 소인수분해에서 4로 나눈 나머지가 3인 각 소수들의 지수가 짝수인 수이다. 예를 들어, 45 = 9 + 36은 두 제곱수의 합이다. 소인수분해 32 x 5에서 3은 짝수 지수를 가지며, 5는 4로 나눈 나머지가 1이므로 지수가 홀수일 수 있다.
란다우의 정리에는 다음과 같이 되어 있다. 
{\displaystyle \lim _{x\rightarrow \infty }\ \left({\frac {\sqrt {\ln x}}{x}}\cdot S(x)\right)=b\approx 0.764223653589220662990698731250092328116790541} (OEIS의 수열 A064533),

## 같이 보기
- 수학 상수
- 르장드르 상수
- 소수 정리
- 에드문트 란다우
- 스리니바사 라마누잔